# Difesa in profondità (esercito romano)
Difesa in profondità in epoca romana è un termine usato dall'analista di politica americana Edward Luttwak per descrivere la sua teoria della strategia difensiva messa in atto dall'Impero romano nella tarda antichità (III-IV secolo).
L'opera di Luttwak intitolata La grande strategia dell'Impero romano (1976) sosteneva che nel III e IV secolo la strategia imperiale romana provò a mutare, da "difensiva avanzata" e "di sbarramento" dei secoli I e II (basta ricordare le campagne militari da Augusto a Traiano), a "difensiva in profondità", senza però riuscirvi né in modo definitivo né in modo totale o generalizzato.

## Teoria di Luttwak
Nel libro La grande strategia dell’Impero romano Luttwak individua tre differenti sistemi, cronologicamente successivi, con cui esso difendeva i propri confini.
Durante la dinastia Giulio-Claudia il Principato si affidava agli “stati clienti”, sia i popoli barbari in Occidente sia i civilizzati regni d’Oriente, il cui maggior onere consisteva appunto nel bloccare infiltrazioni e invasioni esterne, almeno quelle a bassa intensità. Le legioni posizionate nelle province non difendevano i confini, ma avevano soprattutto la funzione di prevenire, tramite la propria presenza intimidatoria, le rivolte interne e degli stati clienti.
A tale sistema faranno seguito la difesa avanzata e di sbarramento, tipica del periodo tra gli imperatori Flavi e i Severi, e la difesa in profondità nel periodo successivo (soprattutto con Diocleziano).
"Difesa avanzata" (I-II secolo)

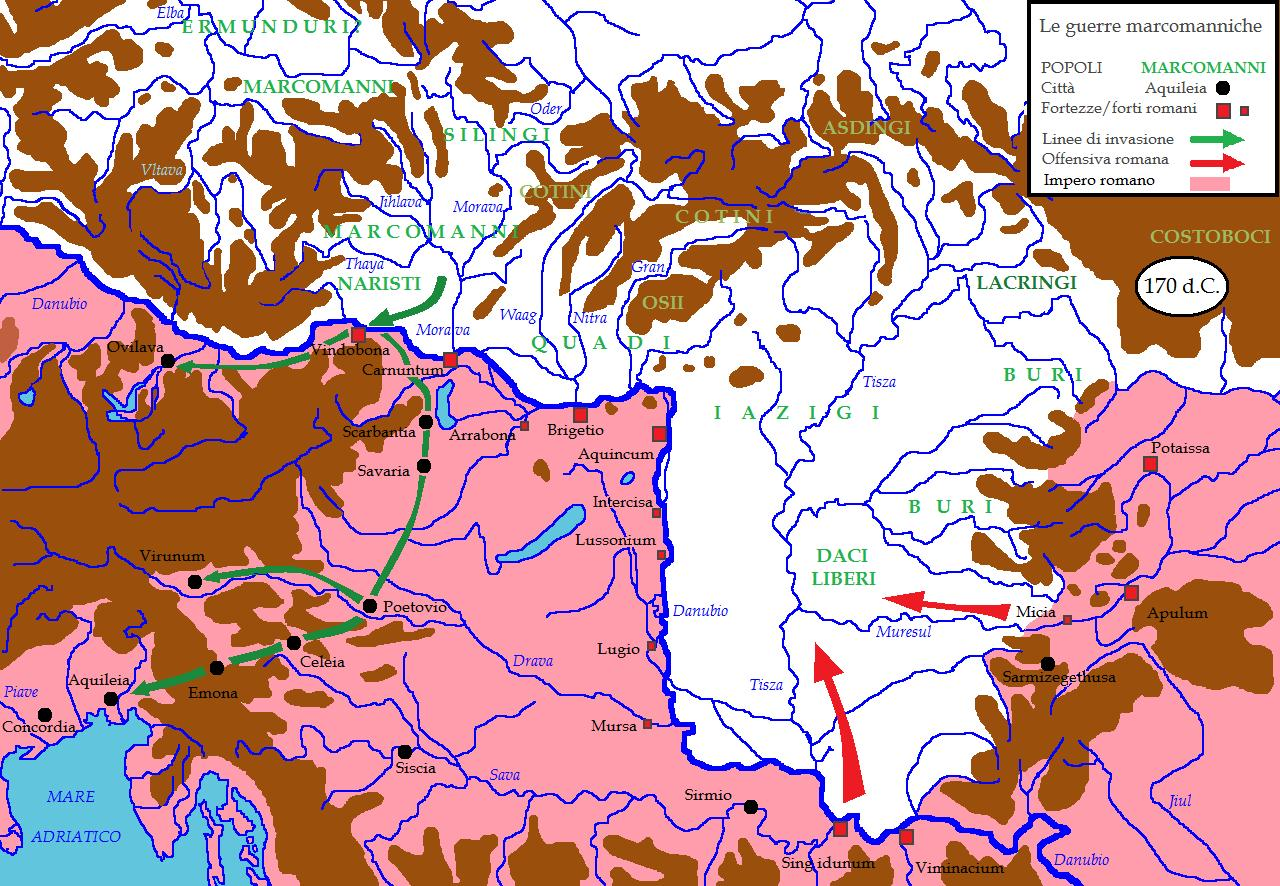
Lo sfondamento dei barbari durante le guerre marcomanniche (frecce verdi), mise in crisi il sistema di difesa avanzata dei primi due secoli di Impero.

Secondo questo punto di vista, l'esercito romano del Principato, faceva affidamento sul fatto di neutralizzare le possibili incursioni barbariche in modo preventivo, prima che potessero raggiungere i confini imperiali. Ciò comportava il fatto di posizionare le unità militari (legioni ed auxilia) lungo i confini e stabilendo anche dei "salienti strategici", al di là degli stessi, come nel caso degli Agri Decumates (in Germania Magna) o della stessa Dacia (nell'ambito del bacino dei Carpazi).
La risposta ad una minaccia esterna avrebbe comportato un attacco preventivo con manovra "a tenaglia" in territorio barbaro, coinvolgendo sia truppe di fanteria sia grandi forze di cavalleria, che convergessero dalle vicine basi di confine; simultaneamente il nemico sarebbe stato attaccato da dietro da altri reparti di cavalleria romana (alae). Questa organizzazione aveva, ovviamente, la necessità di usufruire di un sistema di spionaggio all'avanguardia per quel periodo, che potesse prevedere i raid dei barbari lungo le linee difensive, grazie sia ad un insieme di fortificazioni e di torri di avvistamento poste nei punti strategici, sia a tutta una serie di continui pattugliamenti da parte di truppe specifiche (exploratores).
Secondo Luttwak, il sistema di difesa preventivo era estremamente vulnerabile quando le forze barbariche erano estremamente numerose, poiché la distribuzione dell'esercito romano lungo le sue immense frontiere non poteva che modestamente far fronte a tali minacce. Inoltre, la mancanza di qualsiasi "riserva strategica", posta alle spalle dei confini imperiali, determinò che grosse concentrazioni barbariche riuscirono a penetrare in profondità nei territori romani, devastandoli pesantemente, prima che dei rinforzi potessero giungere ad intercettarli in modo soddisfacente.
La prima sfida importante per la "difesa avanzata" fu la grande invasione di Sarmati Iazigi, Quadi e Marcomanni, che vide l'attraversamento del limes danubiano a partire dal 166-167, e che diede inizio alle cosiddette guerre marcomanniche. I barbari riuscirono a penetrare nei territori romani fino ad Aquileia nel nord-est dell'Italia, cacciati solo dopo aspri combattimenti durati alcuni anni. La risposta imperiale non fu di cambiare la strategia di "difesa avanzata", ma di rafforzarla (con la creazione di due nuove legioni sotto Marco Aurelio ed altre 3 sotto Settimio Severo, oltre ad un numero imprecisato di forze ausiliarie). Fu solo dopo la catastrofica crisi militare degli anni 235-286 che il comando romano fu assunto da un imperatore illuminato: Diocleziano.
Difesa in profondità (III-IV secolo)

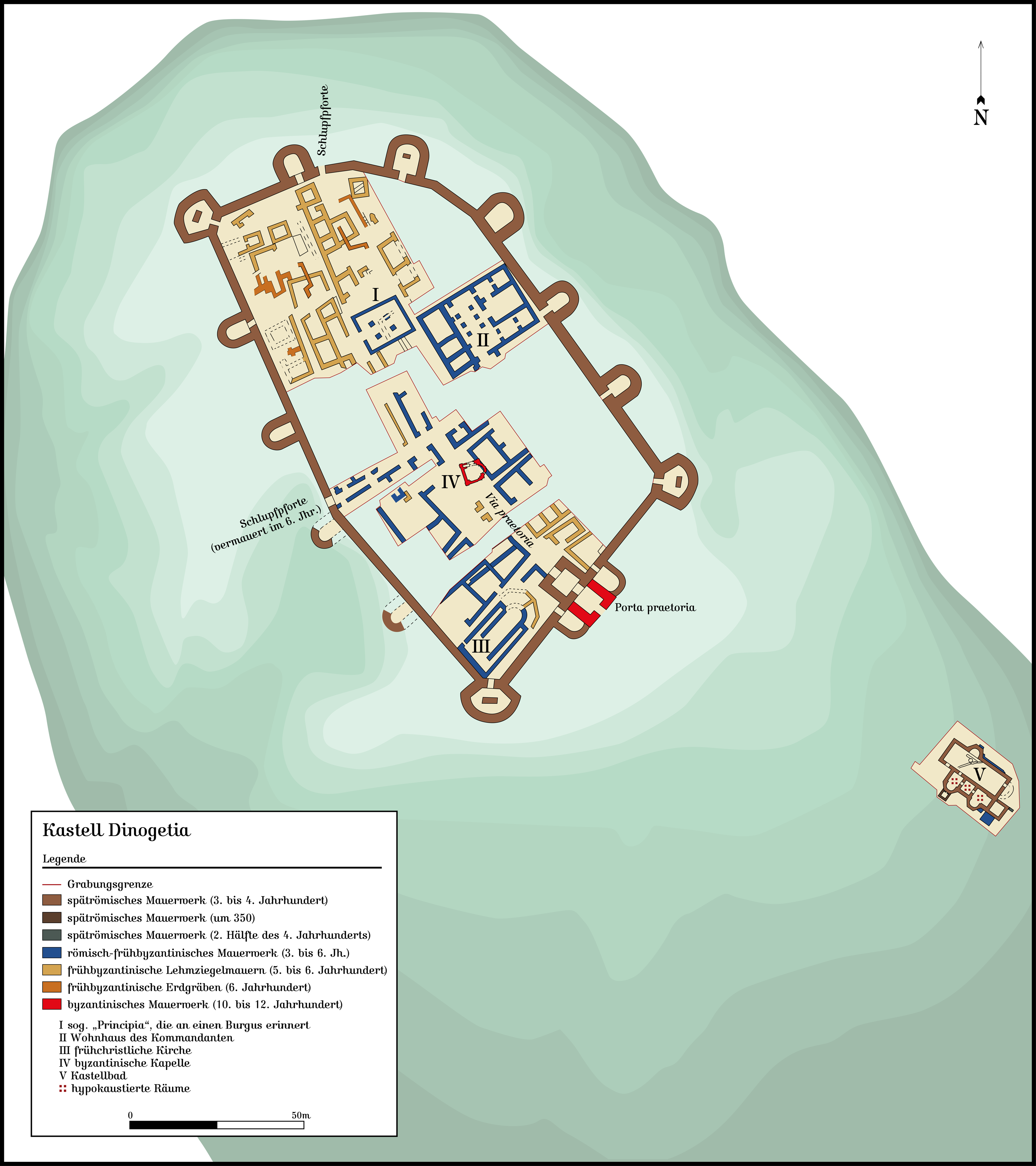
Tipico esempio di castellum del IV secolo, costruito in questo caso da Costantino I a Dinogetia.

Fu Diocleziano che cominciò ad attuare la cosiddetta "difesa in profondità": una forma di difesa necessaria ormai per quel periodo, che solo Costantino I e poi Valentiniano I, cercarono di invertire come tendenza, con il ritorno ad una politica militare offensiva (vedi campagne germanico-sarmatiche di Costantino e di Valentiniano I). La verità è che il nuovo sistema militare era diventato semplicemente troppo costoso da mantenere, anche per l'emergere ad Oriente di un Impero più potente ed espansionista come quello dei Sassanidi).
La caratteristica fondamentale della "difesa in profondità", secondo Luttwak, era l'accettazione da parte delle province romane di frontiera, che sarebbero diventate il campo di battaglia in operazioni contro le minacce barbariche, piuttosto che le terre dei barbari stessi oltre il confine (in barbaricum). Nell'ambito di questa strategia, le forze di frontiera non avrebbero pertanto tentato di respingere un'incursione di grandi dimensioni. Si sarebbero invece ritirate in roccaforti fortificate ad attendere che le forze di mobili (comitatenses) arrivassero ad intercettare gli invasori. In sostanza le forze di frontiera furono indebolite (in quantità e qualità) rispetto al precedente sistema di "difesa avanzata", a vantaggio di fortificazioni maggiormente imponenti, atti a meglio resistere a lunghi assedi: da qui l'abbandono del vecchio castrum rettangolare di fortezza romana.
Le nuove fortezze furono progettate a pianta quadrata o circolare, con pareti molto più alte e più spesse, terrapieni-fossati più ampi e profondi lungo l'intero perimetro, torri sporgenti per consentire attacchi incrociati, oltretutto posizionate in cima a colline. Allo stesso tempo, molte fortezze più piccole furono posizionate nelle zone interne, soprattutto lungo le strade, in modo da rallentare la marcia degli invasori. Inoltre, i granai furono fortificati per meglio conservare il vettovagliamento in modo sicuro e impedire che se ne approvvigionassero gli invasori. La popolazione civile della provincia, infine, fu protetta da nuove cinta di mura attorno a molte città, molti villaggi e anche alcune ville (grandi case di campagna); alcune fortificazioni di epoca pre-romana, da tempo abbandonati, furono rioccupate nella forma di nuovi insediamenti romani fortificati.
La forza d'invasione, in tal modo, avrebbe trovato una regione costellata di fortificazioni romane, dove non sarebbe stato facile ottenere sufficienti approvvigionamenti. E se i barbari invasori avessero ignorato queste roccaforti romane, avanzando in profondità, avrebbero rischiato poi di essere attaccati alle spalle. Se avessero tentato di assediare le fortezze, avrebbero dato alle truppe mobili romane, tempo sufficiente a raggiungerli e combatterli. Nel complesso, l'obiettivo della difesa in profondità era quello di fornire un efficace sistema di difesa ad un costo accettabile, dal momento che questo genere di difesa, richiedeva dispiegamenti di truppe molto più limitati lungo i confini. Per essere più precisi, il costo era così trasferito dal contribuente dell'intero impero, alla sola popolazione delle province di frontiera, in particolare sui contadini, che vedevano i loro familiari trucidati o rapiti, le case distrutte, il bestiame sequestrato, le colture bruciate dai predoni barbari.

## Critica alla teoria
Il lavoro di Luttwak, se da un lato è stato elogiato per la sua lucida analisi dei suoi approfondimenti, riguardo alle questioni inerenti alla strategia imperiale romana, grazie alla quale ha stimolato grandemente il dibattito accademico su questi temi, dall'altro ha suscitato in buona parte degli addetti ai lavori, una forte critica, trovando soprattutto in B.Isaac il più tenace oppositore, autore del fondamentale studio sull'esercito romano in Oriente del 1992. Le obiezioni mosse alla teoria di Luttwak sono state principalmente:
1. L'Impero romano non disponeva di un sistema di servizi segreti con la capacità di sostenere una Grande Strategia e, in ogni caso, non era difensivista nella sua ideologia o politica.[9]
2. La "difesa in profondità" non è riscontrabile in linea di massima, né nella letteratura del periodo, né nelle evidenze archeologiche.[10]

### Piano strategico

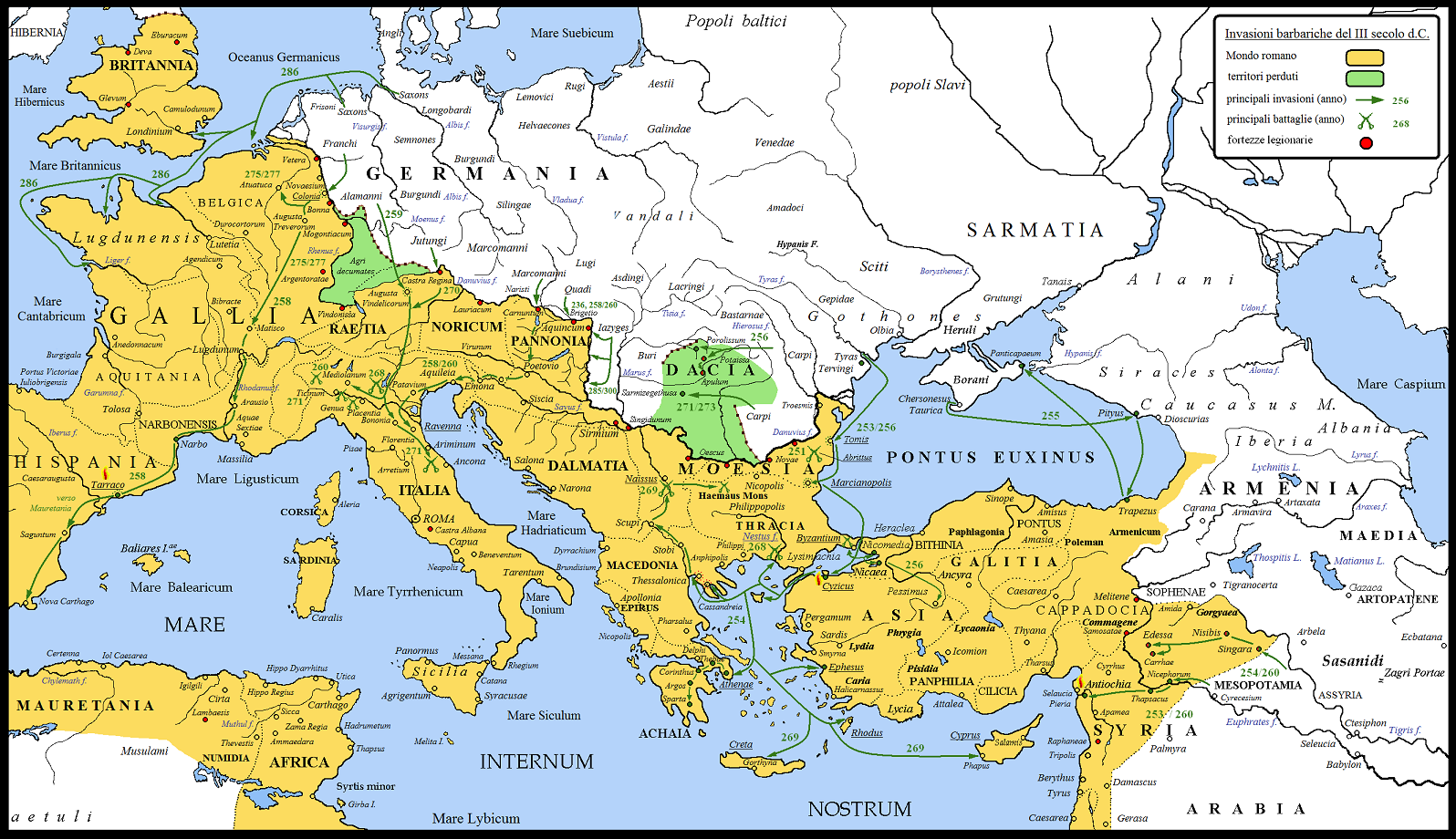
Le principali vie di invasione seguite dalle popolazioni barbariche e rappresentate sulla cartina qui sopra. Il sistema di difesa romano entrò in crisi, portando alla tetrarchia di Diocleziano, con conseguente riorganizzazione strategica imperiale.

La teoria di Luttwak sulla "Grande strategia imperiale" si fondava su una serie ben precisa di ipotesi:
1. il sistema imperiale romano era sostanzialmente difensivo;
2. l'espansionismo romano e la scelta delle frontiere erano da sempre state realizzate in modo sistematico e razionale, con l'obiettivo principale di garantire dei confini difendibili;
3. la principale preoccupazione del governo romano era di garantire la sicurezza dei sudditi provinciali.

Ma Isaac ha dimostrato che queste ipotesi sono probabilmente false e il risultato di un'applicazione inadeguata dei moderni concetti di relazioni internazionali alla strategia militare del mondo antico. Al contrario Isaac suggerisce che l'Impero utilizzasse ancora una politica e strategia militare fondamentalmente aggressiva, fino al IV secolo. Ciò sarebbe dimostrato dalle continue operazioni militari e dal posizionamento di alcune fortificazioni ben oltre i confini imperiali. L'espansione imperiale era dovuta soprattutto alle ambizioni dei singoli imperatori, e che la scelta delle frontiere era più che altro dettata da considerazioni logistiche che di reale difendibilità. Infine, il potere imperiale era probabilmente molto meno interessato alla sicurezza dei suoi sudditi, rispetto a ciò che avviene oggi con un governo attuale. E sempre Isaac mostra che l'Impero non aveva ancora sviluppato una pianificazione centralizzata militare, o una cartografia sufficientemente accurata, necessaria per sostenere una "Grande strategia". Roma non aveva sviluppato l'equivalente del sistema generale tedesco di un esercito moderno (e neppure un dipartimento di studi strategici istituti come quelle frequentato da Luttwak). Gli Imperatori dipendevano dai loro comandanti militari dislocati nelle zone ad alto rischio (dai governatori provinciali, ai magistri militum, fino ai duces) e dai servizi segreti militari.

### Evidenze archeologiche
Ci sarebbero poi poche ed inequivocabili evidenze archeologiche e letterarie, a supporto della teoria di "difesa in profondità". Le teorie di questa teoria di Luttwak sembrano contare su due fattori fondamentali:
1. profonde zone di confine fortificato, dove si era reso necessario costruire fortezze in grado di sostenere lunghi assedi, localizzate anche in profondità, al fine di proteggere le linee di comunicazione interne. In sostanza, ad una sottile e puntuale linea difensiva lungo il perimetro dei territori imperiali, si sostituivano ampie fasce interne di controllo militare.[15] La precedente e "sottile linea" di forti ausiliari e fortezze legionarie fu gradualmente rimpiazzata da un sistema di difesa costituito da piccole e sparse postazioni, altamente fortificate, di limitanei.[16] Questa teoria si basa quindi sulla creazione di fortificazioni più verso l'interno delle province di confine, che una serie di postazioni lungo la linea di confine.
2. l'utilizzo di un comitatus praesentales come forza di intercettazione contro le incursioni dei barbari. A questo proposito, vi è da rilevare che Luttwak termina la sua analisi nel 350, quando sembra fossero già stati costituiti i vari Comitatus regionali per Gallias, per Illyricum, per Orientem e per Thracias.[17]

La critica a queste due affermazioni sostiene che:
1. rispetto al primo punto, J.C. Mann sottolinea che non ci sarebbero prove evidenti, né nella Notitia Dignitatum, né nella documentazione archeologica, che le unità poste lungo il Reno o il Danubio fossero di stanza nell'entroterra della frontiera.[18] Al contrario, quasi tutti i forti identificati, costruiti o occupati nel IV secolo, si trovavano nei pressi del Danubio o addirittura in barbarico, a nord del grande fiume, con una distribuzione molto simile a quella del II secolo.[19][20]
  - Luttwak aveva posto come esempio della sua teoria di "difesa in profondità", la situazione strategica della provincia di Palaestina Salutaris (Arabia Petrea), "punteggiata" da forti ovunque.[21] Ma qui non si può dimostrare che tale sistema di difesa fu sviluppato solo nel IV secolo. Potrebbe datarsi anche al II secolo. In ogni caso, Isaac cerca di dimostrare che questi forti costruiti "in profondità" fossero stati probabilmente utilizzati ai fini della sicurezza interna, contro ribelli e briganti, piuttosto che a difesa di un pericolo esterno.[22] Infatti, il materiale archeologico a disposizione, daterebbe ciò a Diocleziano, sulla base anche della sua riorganizzazione, che determinò un massiccio rafforzamento della "difesa lineare" lungo la strada nel deserto di recente costruzione, la Strata Diocletiana.
  - In Britannia, il gran numero di unità del IV secolo, che stazionano tra il Vallo di Adriano e le fortezze legionarie di Deva (Chester) ed Eboracum (York), assomiglierebbe superficialmente ad un sistema di "difesa in profondità". È vero anche che tale situazione non sembra molto diversa da quella che doveva apparire nel II secolo, tanto più che la breve frontiera a nord, presupporrebbe una frontiera più "profonda", piuttosto che la distribuzione orizzontale, anche per proteggere le coste dagli attacchi via mare. Non risulterebbe, pertanto, una forma di "difesa in profondità", nel significato e cronologia che ne darebbe invece Luttwak.[23]
2. rispetto al secondo punto, invece, alcuni obiettano che nel 350 non erano stati ancora costituiti i vari Comitatus regionali per Gallias, per Illyricum, per Orientem e per Thracias.[23][24]

### Evidenze letterarie

I valli romani lungo il basso corso del Danubio.

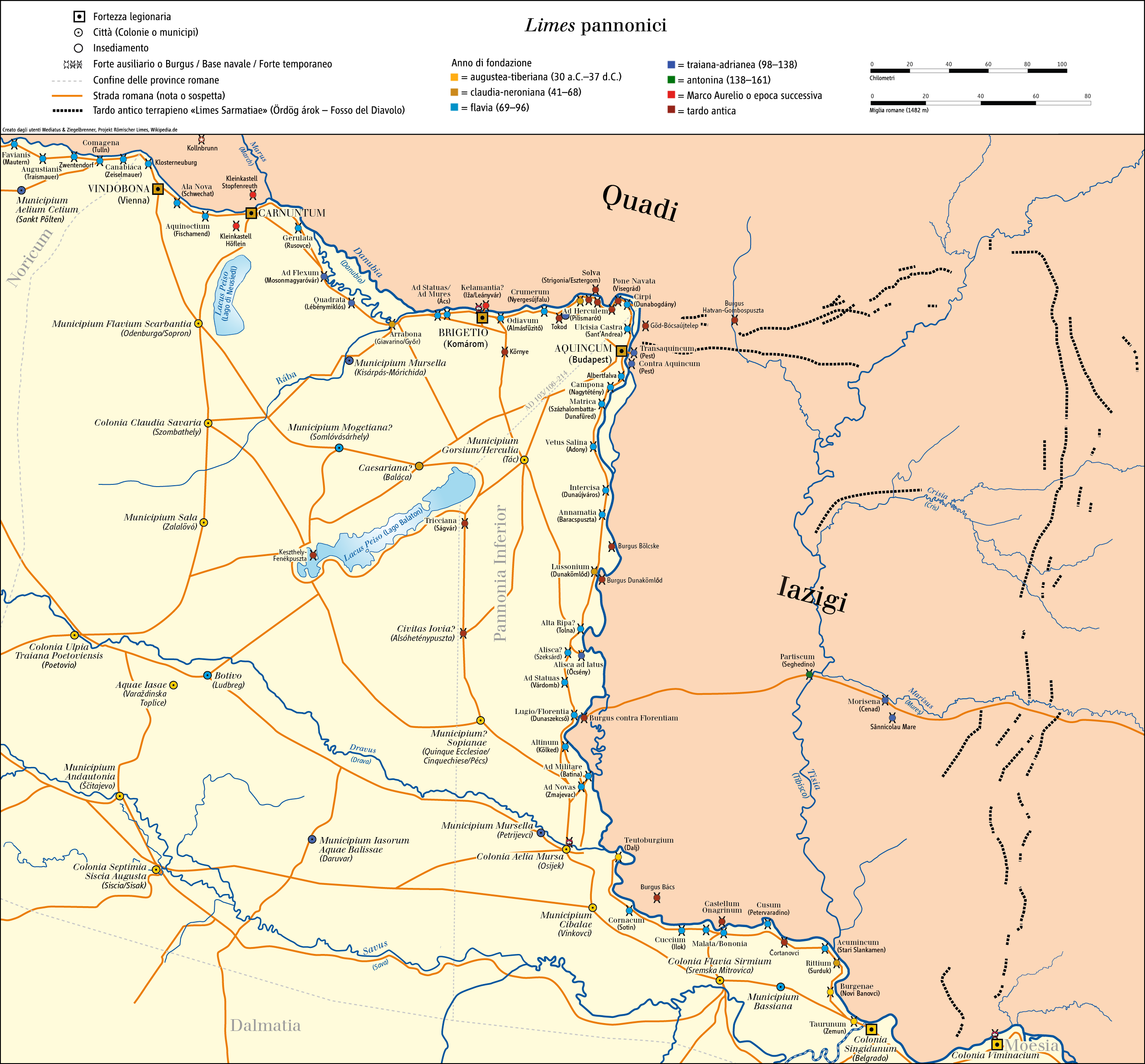
Il limes Sarmatiae o "diga del Diavolo" ad est della Pannonia inferiore, un gruppo di linee di fortificazioni create da Costantino I.

In attesa di sufficienti prove letterarie, volte a dimostrare la "profondità difensiva" delle forze stanziate lungo la frontiera, ricordiamo che un passo di Zosimo ed uno di Ammiano Marcellino sembrerebbero confermare quanto teorizzato da Edward Luttwak.
(Zosimo, Storia nuova, II, 34.1.)
Altro elemento a favore sembrerebbe, poi per alcuni studiosi, il comitatus praesentales (l'esercito della scorta imperiale), di stanza all'interno dell'Impero, seppure lo stesso Luttwak ammetta fosse troppo distante dalla frontiera, per essere in grado di intercettare le incursioni dei barbari. Tanto che l'arrivo di queste forze poteva avvenire solo alcune settimane dopo l'attacco, se non mesi.
Vi è però da aggiungere che il posizionamento dei comitatus regionali, a non oltre 60 miglia (100 km) dai confini, sembra sorprendentemente simile alla distribuzione legionaria del II secolo. Si potrebbe sostenere, pertanto, che la distribuzione del Comitatus regionale era semplicemente un'ammissione che la critica di Zosimo alla politica militare di Costantino, era valida e che la difesa avanzata, aveva richiesto il rafforzamento delle truppe di limitanei.
Un'ulteriore obiezione alle teorie di Luttwak potrebbe essere poi mossa, analizzando le campagne militari oltre i confini imperiali descritte da Zosimo e Ammiano Marcellino come quelle di Costantino I, Costanzo II e Valentiniano I (a nord di Reno e Danubio). Le tribù barbariche, che erano nel mirino delle operazioni militari, raramente riuscivano a resistere in battaglia ai Romani e spesso, si rifugiavano nei boschi e sulle colline. I Romani avrebbero poi devastato sistematicamente i loro raccolti e bruciati i loro villaggi fino a quando i barbari, costretti dalla fame, si fossero arresi. Essi sarebbero stati quindi costretti a concludere trattati di alleanza con i Romani, che spesso li vedeva coinvolti in rapporti di "clientela". Ma non vi sarebbe alcun aspetto di questa attività riguardo al IV secolo.
Un'altra forma di "strategia di difesa imperiale" era costituita da tutta una serie di trattati di mutua assistenza alle/dalle tribù che vivevano lungo le frontiere imperiali, sebbene ciò non rappresentasse una novità per il IV secolo. Al contrario era una prassi consolidata, risalente alla tarda Repubblica. I Romani promettevano di difendere l'alleato barbaro dagli attacchi dei suoi vicini, ed in cambio, chiedevano all'alleato di astenersi dal razziare i territori imperiali, controllando inoltre le vicine tribù ed evitando così che anche queste ultime potessero attaccare i territori imperiali. In molti casi la lealtà di un alleato era garantito da continue donazioni o da regolari sussidi. In alcuni casi, i Romani assumevano una vera e propria sovranità su queste tribù, nel dettare loro la scelta dei loro capi, re o principi "clienti". Questa pratica fu applicata a tutte le frontiere: dai Germani lungo il Reno, ai Sarmati lungo il Danubio, ai i re armeni e del Caucaso, fino alle tribù saracene lungo il confine orientale o ai Mauri del Nord Africa. In cambio di aiuti alimentari, i re clienti lungo il limes della Siria, in alcuni casi avrebbero difeso la frontiera contro i predoni del deserto.
I Romani continuarono ad assistere le tribù clienti, aiutandole a difendersi da quelle vicine a loro ostili, ad esempio con la costruzione da parte dell'esercito di Costantino di due linee di terrapieni difensivi come la "diga del Diavolo" in Ungheria ed il Brazda Lui Novac de Nord, in Romania, ben al di là del Danubio (tra i 180–350 km a nord), a protezione dei territori di Banato e Valacchia contro le incursioni gotiche. Questo sistema di "zone cuscinetto" di "tribù clienti" rappresentava indubbiamente una forma efficace ed economica di "difesa avanzata". Essa contraddirebbe, quindi, la teoria secondo cui le province di confine dell'impero costituivano esse stesse delle "zone cuscinetto". La verità è che ci sarebbero troppi punti similari tra l'esercito del Principato e quello tardo-imperiale, sollevando la questione legittima se la "difesa in profondità" fu mai realmente attuata come forma di difesa continuativa nel tardo Impero. Ed il dibattito sulla tale argomento sembra attualmente ancora molto vivo.

## Situazione attuale del dibattito
Adrian Goldsworthy sostiene che entrambe le parti, il cui dibattito continua vigorosamente, hanno proposto validi punti. Un certo grado di pianificazione centrale è implicito in come furono disposte le legioni e le forze ausiliarie nelle diverse province. Vi è da aggiungere che se anche l'ideologia dell'impero era di fatto offensiva per natura, le fortificazioni lungo le frontiere, come il vallo di Adriano, erano costruzioni chiaramente difensive. È anche un dato di fatto che l'Impero romano cessò di espandere i suoi territori in modo continuativo, dopo il regno dell'imperatore Traiano (98-117). In sostanza però, i confini rimasero pressoché stabili con, anzi, qualche perdita di territorio: basti pensare all'evacuazione immediata delle conquiste di Traiano in Mesopotamia da parte del suo successore Adriano (117-138), degli Agri Decumates in Germania e della Dacia nel III secolo. Così, sebbene l'ideologia e la propaganda imperiale fosse ancora espansionista (imperium sine fine - "impero senza confini"), la politica successiva fu generalmente contraria a nuovi ampliamenti, se non in casi eccezionali, più che altro per prevenire nuove invasioni esterne, come nel caso degli imperatori come Marco Aurelio, che aveva programmato l'annessione di due nuove province (Marcomannia e Sarmatia), o i vari Settimio Severo (Mesopotamia), Diocleziano, Costantino e Valentiniano I.
Per quanto riguarda il concetto di "difesa in profondità", sembra non vi siano ancora prove sufficienti per sostenerlo. La critica di Mann è stata scritta nel 1979, e quindi non tiene conto del materiale archeologico successivo, dove tutte le fortezze costruite o utilizzate nel IV secolo sembra si trovassero nei pressi o oltre i confini imperiali. Alcune prove di fortificazioni nell'entroterra stanno venendo alla luce, coerenti con il sistema di "difesa in profondità". Ma tali caratteristiche non possono essere univocamente connesse con le unità militari presenti sul territorio. È anche difficile per lo storico costruire una teoria su sole prove archeologiche. Necessiterà quindi un riesame di tutti i dati letterari ed archeologici insieme, al fine di rivedere la teoria di Luttwak, certamente di non trascurabile impatto sulla storiografia moderna.
Mann del resto accetta il concetto di "difesa avanzata" di Luttwak riferito all'inizio dell'Impero romano, ritenendolo una descrizione ragionevolmente accurata della realtà archeologico-letteraria delle frontiere dei primi due secoli. Egli ritiene, però, sostanza che l'esercito del IV secolo avesse poi mantenuto caratteristiche similari con la politica difensiva precedente, come sembrano dimostrare alcune campagne militari degli imperatori di questo secolo (da Costantino I a Valentiniano I). La costruzione di nuove fortificazioni, forti ed altri edifici di questo tipo, così come per le città nelle province di confine (ed anche "in profondità", all'interno dell'Impero, lungo le maggiori vie di comunicazione, tra cui la stessa Roma), potrebbe essere interpretabile come il fallimento della "difesa avanzata" dei primi due secoli, o comunque non più riproponibile dopo le invasioni barbariche del III secolo. Ora che la pressione dei barbari si era fatta molto superiore, le forze di confine romane sembravano essere diventate meno efficaci rispetto a prima, non riuscendo più a contenere le popolazioni che gravitavano lungo i confini. Restano, pertanto, troppe incertezze per accettare, allo stato attuale delle conoscenze, un sistema di "difesa in profondità" dell'intero sistema, forse parziale o per singolo settore è possibile. In particolare, la precisa localizzazione degli eserciti del Comitatus, sia praesentalis sia regionale, rimane solo ipotizzato, fattore critico nella valutazione del sistema di "difesa in profondità".